# عطية بن قيس الكلابي
عطية بن قيس الكلابي تابعي وأحد قراء القرآن الكريم وراوي من رواة الحديث النبوي ، اسمه أبو يحيى عطية بن قيس الكلابى و يقال الكلاعى  الحمصى ويقال الدمشقي ،  و قال المزي ذكره خليفة بن خياط في الطبقة الثانية من أهل الشامات ، وذكره أبو زرعة الدمشقي في الطبقة الثالثة ، وذكره أبو الحسن بن سميع و محمد بن سعد في الطبقة الرابعة .

## روايته للحديث
روى الحديث عن أبي بن كعب وأمية بن عبد الله بن خالد بن أسيد وبسر بن عبيد الله وعبد الله بن عمر بن الخطاب وعبد الله بن عمرو بن العاص وعبد الرحمن بن غنم الأشعرى  وعطية السعدى وعمرو بن عبسة وقزعة بن يحيى  ومعاوية بن أبي سفيان والنعمان بن بشير ويزيد بن عميرة وأبى إدريس الخولانى وأبو الدرداء وأبو العوام ، وروى عنه الحسن بن عمران العسقلانى وداود بن عمرو الأودى الدمشقي وربيعة بن يزيد وسعد بن عطية بن قيس وسعيد بن عبد العزيز وعبد الله بن العلاء بن زبر  وعبد الله بن يزيد الدمشقي وعبد الرحمن بن سلم وعبد الرحمن بن يزيد بن جابر وعبد الواحد بن قيس وعلى بن أبي حملة ويزيد بن أبي مريم الشامي وأبو بكر بن عبد الله بن أبي مريم .

## بعض من سيرته
قال عبد الرحمن بن أبي حاتم عن أبيه أنه قال عطية مولى لبنى عامر الذي روى عن يزيد بن بشر عن ابن عمر عن النبى بنى الإسلام على 
خمس ، وروى عنه سالم بن أبي الجعد هو عطية بن قيس رأى ابن أم مكتوم يوما من أيام الكوفة عليه درع سابغ يجرها سئل أبى عنه فقال  صالح الحديث ، وقال الهيثم بن عمران عن عبد الواحد بن قيس السلمى كان الناس يصلحون مصاحفهم على قراءة عطية بن قيس و هم جلوس على درج الكنيسة من مسجد دمشق قبل أن يهدم ، وقال المفضل بن غسان الغلابى قال غير أبى زكريا يعنى يحيى بن معين من علمائنا إن عطية بن قيس و عبد الله بن عامر اليحصبى كانا عالمى جند دمشق يقرئان الناس القرآن ،  وقال يعقوب بن سفيان سألت عبد الرحمن بن إبراهيم عن عطية بن قيس قال كان أسنهم يعنى أسن أقرانه و كان غزا مع أبى أيوب الأنصاري و كان هو وإسماعيل بن عبيد الله قارئى الجند ، وقال الهيثم بن مروان عن ابن عطية بن قيس عن أبيه أنه كان يدخل مع مشيخة الجند على معاوية ، وقال عمرو بن أبي سلمة عن سعيد بن عبد العزيز لم يكن أحد من الناس يطمع أن يفتح في مجلس عطية بن قيس شيئا من ذكر الدنيا.

## الجرح والتعديل
- قال الهيثم بن عمران، عن عبد الواحد بن قيس السلمي: كان النَّاس يصلحون مصاحفهم على قراءة عطية بن قيس.[2]
- وقال المفضل بن غسان الغلابي: قال غير أبي زكريا يعني يحيى بن معين، من علمائنا: إِن عطية بن قيس، وعبد اللَّهِ بن عامر اليحصبي كانا عالمي جند دمشق، يقرئان الناس القرآن.[2]
- وقال أبو حاتم الرازي عن عطية بن قيس الكلابي أنه صالح الحديث
- وقال ابن حجر العسقلاني  ثقة
- وقال محمد بن سعد كاتب الواقدي	معروف له أحاديث.[3]

## وفاته
توفي سنة 121 هـ .